# Bucculatrix clavenae
Bucculatrix clavenae is een vlinder uit de familie ooglapmotten (Bucculatricidae). De wetenschappelijke naam is voor het eerst geldig gepubliceerd in 1950 door Klimesch.
De soort komt voor in Europa.